# Vevera
Il Vevera è un piccolo torrente dell'alto novarese, rientrante nel bacino idrografico del Lago Maggiore; ha una lunghezza di circa 11 km.

## Percorso

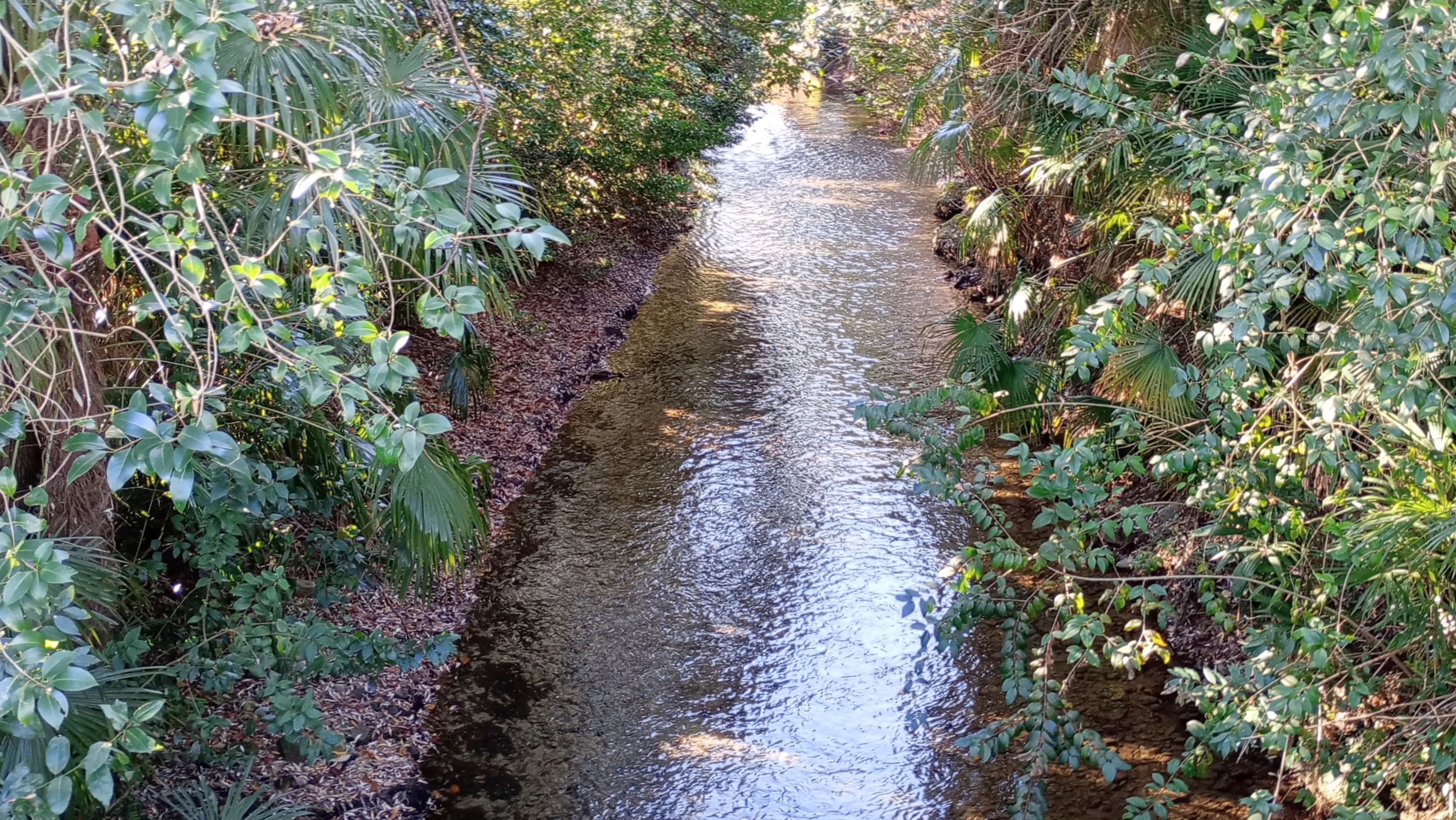
Il Vevera ad Arona

Nasce sulle pendici del Mottarone, nel comune di Invorio, nei pressi del colle chiamato Monte Barro e, dopo aver attraversato i comuni di Invorio, Paruzzaro e Oleggio Castello, allarga il proprio letto e si getta nel lago Maggiore, presso il centro abitato della città di Arona.

## Inquinamento
Vi è una considerevole differenza di inquinamento fra la sorgente e la foce, a causa degli scarichi fognari della città di Arona e per diversi fattori chimici che ne alterano la qualità delle acque. Negli anni '70 lo sviluppo delle industrie nelle nascenti aree industriali , ne causarono un grave inquinamento.
Il massiccio sviluppo edilizio, a seguito della apertura dello svincolo autostradale, causarono un nuovo momento di crisi, legato agli scarichi fognari dei nuovi poli urbanizzati 

## Regime
Il Vevera porta alla foce circa 0.7 m³/s. Tuttavia, in caso di piene eccezionali, può aumentare di molto la sua portata e allagare alcune zone di Arona. 

## Sport
Nel Vevera, nel tratto montano, quando la portata d'acqua è abbastanza elevata (dopo abbondanti piogge) si pratica il kayak.

## Fauna e Flora
I pesci che vivono nel torrente non sono pochi ma neanche un numero esagerato. Nel tratto montano troviamo la trota, il salmerino il vairone, trota iridea e qualche ciprinide.
Nella sua valle ci sono caprioli e cinghiali, mentre gli alberi che popolano la valle sono variegati e nel tratto finale le sponde sono cementificate per protezione dell'abitato di Arona.